# Lienella javana
Lienella javana är en stekelart som först beskrevs av Gyöö Viktor Szépligeti 1908.  Lienella javana ingår i släktet Lienella och familjen brokparasitsteklar. Inga underarter finns listade i Catalogue of Life.